# Brainpool
Brainpool är en popgrupp från Lund som bildades i början av 1990-talet.
Från början kallade de sig This Brainpool och hade under slutet av 1980-talet en av sina första spelningar på Nyvångsskolan i Dalby utanför Lund. Brainpool fick förlagskontrakt med Per Gessles bolag Jimmy Fun och gav ut sina skivor på Sony Music. Gruppen turnerade som förband till Roxette 1994. 
År 1994 deltog Brainpool i Lollipopturnén tillsammans med Kent, Sator och D-A-D. I augusti samma år framförde de låten "Bandstarter" under invigningen av friidrotts-VM på Ullevi i Göteborg. De uppträdde även på Lollipopfestivalen i Tullinge där de spelade in videon till singeln "We Aim to Please".
Sångaren Janne Kask lämnade bandet år 1997 för att satsa på sitt soloprojekt och att arbeta som låtskrivare åt andra artister.
Bandet började spela in en ny skiva under våren 2012 och spelade på Mossagårdsfestivalen år 2012 och 2016.

## Medlemmar
Originalmedlemmar
- David Birde – gitarr
- Jens Jansson – trummor
- Janne Kask – sång
- Christoffer Lundquist – bas

## Diskografi
Album
- Soda (1994)
- Painkiller (1995)
- Stay Free (1996)
- You Are Here (1999)
- Junk – A Rock Opera (2004)
- We Aimed to Please – Best of Brainpool, Vol. 1 (2005)

Singlar
- At School / Popstar (1993)
- Every Day (1994)
- Girl Lost (1994)
- In The Countryside (1994)
- That's My Charm (1994)
- Bandstarter (1995)
- We Aim to Please (1995)
- Tomorrow (1995)
- Sister C'mon (1996)
- In A Box (1996)
- My Sweet Lord (She's So Fine) (1997)
- You Are Here (1999)
- Live Transmission (1999)
- Junk (2004)
- Metro Jets Premier Concert (2005)
- A Different Life (2005)